# Anaxipha hirsuta
Anaxipha hirsuta är en insektsart som beskrevs av Morgan Hebard 1928. Anaxipha hirsuta ingår i släktet Anaxipha och familjen syrsor. Inga underarter finns listade i Catalogue of Life.